# Список персонажей манги и аниме «Эльфийская песнь»
Это список персонажей манги и аниме Эльфийская песнь. Для персонажей, присутствующих в аниме, внешний облик проиллюстрирован по кадрам из аниме. В этой статье описан характер всех персонажей.

## Главные

### Кота
Кота (яп. コウタ（耕太） Ко:та)
Молодой темноволосый парень. Не помнит свою мать, жил в детстве вместе с отцом, воспитывая младшую сестру Канаэ. Спокойный, добрый и миролюбивый юноша, иногда — строгий воспитатель. С детства любит животных, постоянно посещает зоопарк и мечтает стать ветеринаром. Любит читать книги. Умеет и любит писать книги. Занимается айкидо. В начале приехал в город для учёбы в местном колледже, живёт в бывшей гостинице семьи Юки.
Кота — нежный и отзывчивый, спешащий на помощь каждому, кого он считает другом или членом семьи. Но в то же время он нерешителен и часто не может разобраться в своих чувствах. Он нежно любит Ню за её беззаботность и детскую непосредственность, но при этом не знает, как относиться к Люси — ведь она убила его отца и сестру, а Ню является неотъемлемой частью Люси.
В манге, когда за Люси приходят клоны Марико, Кота получает ранение. Увидев, как Люси убивает преследователей, парень вспоминает, что именно она — причина смерти его отца и сестры. Юноша принимает решение отомстить за свою семью. Позже Кота сбегает из больницы и встретившись с Люси на пляже, выслушивает её признание в любви на обзорной башне. Тут появляется Курама и стреляет в Люси, но Кота закрывает её собственным телом. Люси исцеляет его рану векторами, из-за чего её тело начинает таять. Появляются две её личности и просят Коту убить Люси, что он и сделал. Но все же затем Кота вновь смог встретить реинкарнацию Люси и Ню в виде двух девочек-близняшек Каэдэ.
Кота и Люси входят в список самых известных аниме-пар.
Сэйю: Тихиро Судзуки и Хитоми Набатамэ (Озвучивала Коту в детстве)
Английский дубляж: Адам Конлон

### Ню / Люси
Ню / Люси (яп. にゅう／ルーシー Ню: / РУ:СИ:)
Главная героиня сериала, молодой диклониус. Она красивая, милая, добрая девушка с длинными розовыми волосами и небольшими рожками на голове. Её главной чертой является расстройство множественной личности, в зависимости от ситуации превращающее её в одного из двух совершенно разных персонажей. Люси вполне держит себя под контролем, но легко теряет его из-за трудного детства. Настоящее бешенство её охватывает при виде «бесполезных животных» (агрессивно настроенных людей), и в эти моменты она становится смертельно опасной для окружающих. В детстве Люси была влюблена в Коту, который был единственным, кто за всю жизнь отнесся к ней по-человечески. Узнав о существовании Юки, которую она приняла за возлюбленную Коты, увидев их обнимающимися на фестивале (и не зная, что это на самом деле всего лишь двоюродная сестра), Люси со злости убивает его отца и родную сестру Канаэ.
При побеге из изолятора Люси получает сильный удар в голову пулей из винтовки Accuracy International AW50, которую, в отличие от пистолетных, не смогла затормозить окончательно. Травма вкупе с неустойчивой психикой провоцирует возникновение душевного расстройства и у неё начинает проявляться раздвоение личности. Ню — нежная, добрая, отзывчивая девушка, с малоразвитым интеллектом на уровне 5-летнего ребенка. Люси — девушка, решившая отомстить человечеству за всю боль, которую люди причинили ей в детстве…
В манге Люси смогла развить свои векторы до невероятного уровня. Она встречается с Какудзавой, который раскрывает перед ней прошлое диклониусов и представляет девушке её единоутробного брата. Разозлившись, Люси убивают Какудзаву и своего брата, осознав, что диклониусы не способны жить в этом мире. Вернувшись в Камакуру, девушка встречает сбежавшего из больницы Коту и они вместе идут на обзорную башню, где Люси признается парню в любви. Кота заявляет, что если Люси больше не тронет людей, он позволит ей остаться с ним. Но Люси вынуждена тут же нарушить обещание, напав на Кураму, который хотел отомстить за Марико и Кисараги. Курама стреляет в девушку ещё раз, но её закрывает своим телом Кота.
Далее в Камакуру пребывает спецназ. Люси использует векторы, чтобы излечить любимого и отбиться от атак, из-за чего её тело начинает быстро гнить. Когда от девушки практически ничего не осталось, Кота застрелил её.
В аниме и манге, Люси — единственный диклониус, который использует огнестрельное оружие Какудзава считает её единственным полноценным диклониусом, не являющимся силпелитом, относясь к ней как к «митохондриальной Еве» для новой расы. Настоящее имя Люси раскрывается в последней главе манги. Ранее она закопала в могилу своего щенка бутылку с запиской для Коты, где подписалась именем «Каэдэ» (яп. 松楓, клён). Но на протяжении всех двенадцати томов манги её зовут или Ню, или Люси. Имя Люси ей дали в Лаборатории.. В аниме и манге можно увидеть, что она левша. Из огнестрельного оружия использует Heckler & Koch MP5
Имеет сильное сходство с Чи из аниме Чобиты.
Сэйю: Санаэ Кобаяси
Английский дубляж: Кира Винсент Дэвис

### Юка
Юка (яп. ユカ ЮКА)
Молодая девушка, двоюродная сестра Коты, с детства влюблённая в него и мечтающая выйти за него замуж. С детства живёт вместе с одинокой матерью. Учится в том же колледже и живет в том же доме, что и Кота. Помогает ему давать приют встреченным им девушкам, ревнуя к ним Коту. Ведет себя как самостоятельная и независимая хозяйка дома. В последнем томе манги Юка выходит за Коту замуж. У них рождается дочь Ню, очень похожая на свою мать.
Сэйю: Мамико Ното
Английский дубляж: Нэнси Невотни

### Маю
Маю (яп. マユ МАЮ)
Девочка, сбежавшая из дому из-за сексуального насилия со стороны отчима-педофила. После долгого блуждания решает покончить с собой, утопившись, но останавливается ради заботы о бродячей собачке, которую назвала Вантой. Кота и Юка приютили её в гостинице, а позже удочерили. После двусмысленных сцен, спровоцированных Ню, настороженно относится к новым родителям, подозревая их в разврате, но, вскоре поняв необоснованность своих страхов, становится образцовой приёмной дочерью. Не испытывает предубеждений по отношению к диклониусам. По манге Маю испытывает угрызения совести из-за того, что она обманула Бандо и Ню, не дав им встретиться. Стараясь загладить свою вину, она в течение полугода приносит горячую еду для Бандо и больного Курамы. По внешнему виду и одежде она напоминает девушку Анжелу из игры Silent hill 2 которая также подвергалась сексуальному насилию со стороны отчима.
По манге Маю отчаянно сопротивляется Человеку в шляпе, ворвавшемуся в дом Коты и решившиму изнасиловать её на глазах раненой им Наны. Вырвавшись из рук насильника, сумевшего сорвать с неё одежду, Маю дозвонилась до Бандо, который спас их. Не думая о себе, Маю беспокоилась о судьбе Наны и побитого Ванты. Когда Люси вновь калечит Бандо, Маю, решив, что он умирает, дарит ему поцелуй. Но в последней главе выясняется, что Бандо жив. Они с Маю встречаются на пляже, и девочка кидается Бандо в объятия.
Сэйю: Эмико Хагивара
Английский дубляж: Синтия Мартинес

### Нана
Нана, Седьмая (яп. ナナ НАНА)
Диклониус-силпелит. Ей нет восьми лет от роду, хотя она выглядит как молодая девушка из-за своей мутации. По манге у неё фиолетовые волосы, в аниме — красно-розовые.
Нана с рождения провела свою жизнь в лаборатории, в которой она была объектом бесконечных опытов, изуродовавших её тело, но не душу. От безумия её спас Курама, оказав ей свою эмоциональную поддержку. Из-за его заботы Нана относится к Кураме как к своему отцу, ничего не зная об окружающем мире и человеческом обществе. Часто говорит о себе в третьем лице, как маленький ребёнок. Нана отказывается убивать людей и мутантов, хотя именно она желает смерти Люси ради спокойствия людей. Во время схваток с диклониусами Нана стремится не причинить им телесные повреждения, а воздействовать на «шишковидное тело», из-за чего они временно теряют контроль над своими векторами. Была послана Курамой на поиски Люси, но не хотела её убивать, о чем прямо сказала ему. В схватке на кладбище почти одержала победу, но из-за вмешательства Маю потеряла руки и ноги. Успев «отключить» векторы Люси, она предотвратила новую схватку с военными. После чего её «папа» сделал ей протезы.
По манге Нана, живя вместе с остальными персонажами, не выходит из дому. От скуки и безысходности Нана решает искать Кураму, не зная, что тот находится на пляже. В это время их дом нашёл Человек в шляпе, ищущий Люси с помощью радара, сделанного из Номера 28. Нана слышала предупреждения Номера 28, но не смогла помешать Человеку в шляпе, выстрелившему в Нану парой зарядов с нейротоксином, причинивших ей нестерпимую боль, из-за которой она не смогла использовать векторы. Также Нана была очень расстроена, когда Курама стал вести себя с ней как с чужой и предпочел ей труп клона Марико. Потом Нана все же вновь обретает теплое отношение своего «папы», спасая его от ещё одного клона его дочери. Вместе они идут на обзорную башню, где Курама пытается застрелить Люси, но терпит поражение и падает с башни. Нана вовремя успела за ним и с помощью векторов снова спасла его от смерти.
Сэйю: Юки Мацуока
Английский дубляж: Саша Пейсингер

### Марико
Марико, Тридцать пятая, Мю (яп. マリコ МАРИКО)
Силпелит, родная дочь директора Курамы, которую не смог задушить её отец. Поэтому Марико после рождения заточили, по плану Сиракавы и с согласия Какудзавы, в специальном бункере лаборатории. Воспитывается с рождения Сайто, сообщившую ей о том, что её родной отец хотел её убить. По манге она златокудрая блондинка, в аниме у неё волосы светло-розового цвета.
Всю жизнь провела в камере, её жизнь поддерживалась только через шланг с питательными веществами. Находится в плохом физическом состоянии, не в состоянии самостоятельно передвигаться, кроме того, в неё имплантированы бомбы. Несмотря на это, хочет встретить своих настоящих родителей и жить с ними. Называла Сайто матерью, но, оказавшись рядом с ней, после того как Марико выпустили из камеры, убила её. При освобождении лишилась правой руки. В манге незадолго до гибели лишилась обеих ног.
В сериале она обладает 26-ю векторами с длиной, превышающей 11 метров, показана, когда ей около пяти лет от роду. По мнению организации, она единственная, кто способна остановить Люси. Какудзава приказал ей взять Люси живой и убить Нану. Проявляет детскую жестокость, получая удовольствие от мучений окружающих… Была взорвана Исобэ, когда Курама взял её на руки пошёл по мосту.
По манге Марико, оказавшись на воле, отрезает вектором руку Исобэ, в которой он держал дистанционное управление бомбами. После признаков душевных мучений и сожалений о содеянном, Исобэ сообщает ей пароль, продляющий время до взрыва, узнав который, Марико неожиданно решает всех убить и отрезает голову Исобэ. Курама пошёл навстречу к Марико, когда с корабля были запущены учебные ракеты «Гарпун», не способные взрываться. Марико спасла от обломков ракет оставшегося с ней Кураму, став после этого Мю.
Мю проявляет человеческие качества характера, раскаявшись в своих прошлых проступках, желая быть вместе с отцом и своей старшей приёмной сестрой Наной. После угроз Люси убить Кураму, защищает его и вступает в схватку с Люси, демонстрируя значительное преимущество в своих возможностях. Но из-за работающего таймера детонатора Марико отвлеклась и была серьёзно ранена Люси. Так как Люси уничтожила пульт, то через пару минут бомбы в теле Марико сдетонировали, убив Марико и ранив Люси, у которой отлетели рожки и она на время (на 1.5 года) стала Ню, хотя, все думали что сама Люси умерла (но рожки отросли).
В манге у Марико было четыре клона: Алисия, Барбара, Синтия и Диана.
Сэйю: Томоко Каваками

### Курама
Курама (яп. 蔵間 Курама)
Руководитель лаборатории по изучению диклониусов, подчиняющийся только Какудзаве, имеет почти неограниченные полномочия. Желает выполнить свой долг любой ценой, хочет выполнить «грязную работу» своими руками, всегда беря на себя ответственность. Несмотря на убийство диклониусов и гибель людей вследствие его действий и приказов, он не использует свою власть до конца и не получает от этого удовольствие. В лаборатории, во время побега Третьей, одного из первых подопытных диклониусов, был заражен «вирусом векторов», став его носителем. Это стало причиной рождения дочери-диклониуса у его жены. Хотя Курама убивал чужих младенцев-диклониусов в больнице, он не смог убить собственную новорождённую дочь Марико. Курама тайно согласился на сделку с директором Какудзавой, отдав свою дочь в качестве силпелита номер 35 в лабораторию и скрыв этот факт от подчинённых.
В конце сериала Курама вмешался в противоборство Марико и Наны, и ради спасения жизни Наны воссоединился со своей родной дочерью Марико. Взяв Марико на руки и думая о несостоявшейся счастливой семейной жизни, Курама ушёл с места боя к мосту, где они мгновенно погибли от имплантированных бомб Марико.
По манге Курама узнаёт о плане Какудзавы заразить 20 миллионов человек с помощью метеорологического зонда с вирусом. Он решает сначала взять в заложницы Люси, а потом и убить Ню, чтобы не допустить появления расы диклониусов и создания Лебенсборна. Он выстрелил в сердце Люси, но она остановила эту пулю. После того, как Люси от взрыва лишилась рожек и векторов, решил застрелить Ню, но Нана отговорила его от этого. Курама сказал Нане, что будет с ней, но после того как она ушла, попытался покончить с собой, решив застрелиться. Но он выжил, получив серьёзное ранение в голову, после которого в течение полугода не приходил в сознание, находясь под опекой Бандо. Очнувшись, Курама находит тело одного из клонов Марико и принимает его за свою дочь. Впоследствии, когда на него напал другой клон, к нему возвращается рассудок. Обуреваемый желанием мести за Кисараги и Марико, Курама принимает попытку застрелить Люси, но та отрезает ему руку. Впрочем, Нана подоспела вовремя и спасла своего «папу». Вооружен пистолетом Beretta.
Сэйю: Осаму Хосой

## Второстепенные

### Сиракава
Сиракава (яп. 白河 Сиракава)
Сотрудник в институте по изучению диклониусов, правая рука Курамы. Скрывает свои эмоции и ведёт себя как беспринципная деловая женщина, сопереживая в своих мыслях Кураме и его прошлому. Курама не проявляет чувств к ней, сосредоточившись на поиске и уничтожении Люси, оставаясь с Сиракавой только в рамках профессиональных отношений.
В сериале Сиракава беспокоится об отсутствии случайных жертв среди населения от векторов диклониусов во время появления Наны и Марико. Позже Сиракава погибает на мосту от векторов появившейся Люси, закрывая собой от неё пришедшего с Ню Коту, догадавшись о раздвоении личности.
По манге Сиракава постоянно терпит сексуальное злоупотребление и издевательство над собой от директора Какудзавы, надеясь таким образом получить новую секретную информацию и завоевать доверие у него. Услышав о готовящемся заражении Токио, предупреждает Кураму, не сообщив ему о бомбах в теле Марико, которые были установлены по её приказу. Полученная информация оказалась запоздалой и ложной, поэтому зонд уже находится в воздухе. Она хочет спасти человечество, поэтому предаёт Какудзаву и переходит на сторону Курамы.
Во время схватки между Люси и Марико замечает пульт управления детонатором, пытаясь добраться до него, провоцируя Люси и угрожая ей палкой. Но Люси догадалась об этой уловке и выбросила пульт в море. Сиракава решается любой ценой забрать пульт из рук Люси и передать его Кураме, но была обезглавлена векторами Люси. Перед смертью Сиракава призналась Кураме, что это она имплантировала бомбы Марико — из ревности, ненавидя жену Курамы и их дочь Марико.
Сэйю: Хитоми Набатамэ

### Директор Какудзава
Директор Какудзава (яп. 角沢長官 Какудзава тё:кан)
Глава исследовательского центра, проводящего опыты над диклониусами. Он считает себя далёким потомком предков-диклониусов, гены которых были ослаблены смешением с человеческими. У него и его родственников нет векторов, но на его голове видны рожки меньшего размера, которые он прячет от подчинённых.
Его цель жизни — потомство от диклониусов женского рода, над которыми он проводит эксперименты (единственная фертильная из них — Люси), чтобы получить абсолютную власть над новой расой диклониусов как их монарх.
По манге Какудзава получает удовольствие от сексуального злоупотребления и унижения Сиракавы, сообщая ей ложную информацию. С помощью Аракавы изготовляет десять контейнеров с вирусом, которые он поместил в метеорологический спутник, чтобы распылить его с воздуха над всем Токио, заразив миллионы человек и заполнив Землю младенцами-диклониусами, которые убили бы всех людей через несколько лет. Для исполнения его плана по созданию Лебенсборна ему требуется здоровая Люси, чтобы родить ему детей. Позже выясняется, что Какудзава некоторое время содержал мать Люси в лаборатории и зачал ей сына. Но мальчик впоследствии погибает вместе с отцом от векторов Люси, которая сочла Какудзаву человеком и заявила, что у диклониусов нет будущего. Вооружён пистолетом SIG-Sauer P220
Сэйю: Кинрю Аримото

### Юу Какудзава
Профессор Юу Какудзава (яп. 角沢教授 Какудзава Юу Киою)
Сын директора Какудзавы. В молодости вместе с Курамой учились в том же университете, и это он позвал Кураму исследовать диклониусов. В прошлом спас Кураму, выстрелив в Третью из бронебойного оружия.
Тайно занимаясь исследованиями, для прикрытия вёл курсы лекций в колледже, в котором учились Кота и Юка. Позже обманом похитил Люси для попытки сексуального насилия над ней, введя её в бессознательное состояние при помощи лекарств. Мечтал стать прародителем новой расы диклониусов. Но очнувшаяся Люси не разделила его планов и убила профессора, отрезав ему голову, несмотря на то, что это он помог ей сбежать из лаборатории. вооружён винтовкой FAMAS
Сэйю: Хироаки Хирата

### Кисараги
Кисараги (яп. 如月 Кисараги)
Стеснительная и неуклюжая девушка, погибает в начале манги и аниме. С радостью работает в лаборатории под руководством Курамы, заботящемся о ней. В сериале она погибает вследствие своей невнимательности от векторов Люси. В манге она самоотверженно желает быть полезной Кураме ценой собственной жизни, её смерть становится символом самопожертвования ради других.
Сэйю: Мариа Ямамото

### Сайто
Сайто (яп. 斎藤 Сайто:)
Молодая женщина-учёный в лаборатории директора Какудзавы, которую назначили приёмной матерью Марико. Хотя она никогда не видела Марико, а лишь общалась с ней целыми днями по радио. Она сообщила Марико о том, что её отец отказался от неё, не говоря, что им был Курама. Главной целью этого общения должно было стать послушание Марико, на которое надеялись Сиракава и остальные люди, когда директор Какудзава приказал использовать Марико.
Сайто сама вызвалась приветствовать вышедшую из камеры Марико, ошибочно надеясь, что, увидев её, Марико примет её за свою мать. Поймав девочку на руки, Сайто спросила Марико, узнает ли она её. Сначала Марико действительно приняла Сайто за свою мать, но потом отказывается от этого и отрывает женщине нижнюю половину тела. Чтобы её не смогли взорвать, девочка швыряет еле живую Сайто в отсек камеры, где был пульт детонации. Однако, Сайто чудом удалось зажать кнопку подрыва зарядов, и у Марико оторвалась рука.
Сэйю: Мариа Ямамото

### Третья
Третья (яп. 3番 Санбан)
Диклониус-силпелит, заразивший вирусом директора Кураму, используя его мягкосердечность, отчего у него родилась дочь-диклониус. Была убита в возрасте 4 лет во время совершения побега. Благодарит Кураму за поддержку во время проведения экспериментов над ней, которые вызывали в нём душевные терзания. По манге образ Третьей стал для Курамы причиной для жалости к Марико и другим диклониусам.
В аниме показано, что Курама вспоминает, как Третья убила его сотрудников.
Сэйю: Микако Такахаси

### Анна
Анна (яп. アンナ Анна)
Персонаж манги, отсутствующий в аниме. Родная дочь директора Какудзавы. Анна была показана в человеческом виде только в восьмом и двенадцатом томах, в предыдущих же Анна изображена гигантским монстром. В детстве она была маленького роста, со слабыми интеллектуальными способностями, несмотря на превосходное физическое развитие. Обожает своего отца директора Какудзаву, любит свою бабушку, недооценивает себя. После хирургической операции под надзором отца стала «богиней» с мозгом и телом больше человеческих в сотни раз. В этом виде Анна обретает способность предсказывать будущее, но скрывает многие свои предвидения от отца. В последней главе манги обнаруживается, что Анна была просто зашита в тело монстра, откуда она успешно освобождается после расчленения этого тела Люси.

### Нодзоми
Нодзоми (яп. ノゾミ Нодзоми)
Персонаж манги, отсутствующий в сериале. Школьница, подруга Юки. Чрезвычайно труслива и застенчива, иногда даже мочится от страха, поэтому носит подгузник. Единственная дочь богатой семьи, имеющей свой бизнес. Обладает волшебным голосом, который унаследовала от матери.
Её мать была оперной певицей с «драматическим сопрано», из за чего её гортань была очень слабой. Однажды она перетрудилась и лишилась голоса, после чего покончила с собой. С этого времени отец Нодзоми резко изменился: он запретил Нодзоми слушать пластинки с записями её матери, а когда она подарила ему на день рождения запись собственной песни, он разозлился, сломал кассету с записью и запретил ей петь. Позже она вопреки воле отца подает заявление на поступление в музыкальное училище. Узнав это и увидев её решительность, отец позволяет поступать, как желает его дочь и объясняет, что он всего лишь не хотел, чтобы она повторяла судьбу матери.
Приходит в дом Юки для самообразования, встретив по дороге Коту, узнавшего её секрет. Она нравится Ню, которую она учит петь «Эльфийскую песню». Нодзоми была смущена домогательством Ню и тем, что её первая близость была с девушкой.
Во время подготовки к экзаменам в течение полгода жила вместе со всеми в доме Коты. Является одной из трёх лучших абитуриентов Японии, но всё равно боится провала и стесняется своей болезни.

### Аракава
Аракава (яп. 荒川 Аракава)
Помощница профессора Какудзавы, умная талантливая учёная. С детства хочет быть похожей на Марию Кюри, много учится, носит очки. Из-за этого с ней не хотят знакомиться парни. Постоянно переживает насчет собственной девственности. Добродушная, но исполнительная девушка, знающая о роли своих исследований в судьбе диклониусов. В сериале спасает Коту, даже под страхом своей смерти. Была оставлена в живых Какудзавой для продолжения исследований сына.
По манге соглашается помочь Какудзаве в его планах уничтожения человечества и стать величайшим ученым в истории новой расы. Позже она решает стать богиней, обманув Какудзаву. Для этого она вызывается раньше всех найти Люси, согласившись в случае неудачи стать сексуальной рабыней. Оказавшись в колледже, находит материалы профессора Юу Какудзавы, случайно встретив Коту, о котором она никому ещё не рассказала. В последних томах Аракава изобретает вакцину против вируса векторов, которую потом успешно используют по всему миру.
Сэйю: Эрико Исихара

### Канаэ
Канаэ (яп. カナエ КАНАЭ)
Младшая родная сестра Коты. Незадолго до исполнения ей десяти лет, была убита Люси, решившей таким образом отомстить Коте за мнимое предательство. Ревновала старшего брата к другим девочкам, думая так его защитить. Кота о ней постоянно заботился, хотя и воспитывал с помощью наказаний. Канаэ дарит брату ракушку, которую долго искала на пляже специально для него. Для Коты эта ракушка стала дорогим сувениром, который всегда напоминал ему об умершей сестрёнке. В начале манги Ню ломает ракушку, из-за чего Кота-кун хочет ударить её. Позже Юка объясняет Коте, что скорее всего Ню хотела чтобы он перестал быть грустным и она решила что в этом виновата ракушка.
Сэйю: Мария Ямамото

### Ванта
Ванта (яп. わん太)
Маленькая собачка, которую Маю увидела на берегу перед попыткой самоубийства. Маю не считает Ванту своим ручным животным и называет другом. Не раз оказываясь на свободе, Ванта непременно возвращается обратно к Маю — даже после того, как его нашла прежняя хозяйка (она зовёт его Джеймс). Диклониусы не причиняют Ванте вреда. По манге Человек в шляпе сильно пнул Ванту, но не убил его.

### Бандо
Бандо (яп. 坂東 Бандо:)
Антигерой манги, аниме-сериала и OVA. Он является капитаном элитного спецподразделения S.A.T. (Special Assault Team). Его прошлое остается весьма туманным на протяжении всей истории, но, по собственным словам, в спецназе он уже восемь лет. Инструкторы признают, что Бандо — лучший из лучших, и не только в своем отряде. Как солдат, обладает целым рядом уникальных качеств — феноменальной ловкостью (может соревноваться в скорости даже с векторами диклониусов) и реакцией (без проблем следит за несколькими целями одновременно), а также огромной выносливостью (не раз выдерживает даже очень сильную боль). Кроме того, Бандо мастерски владеет любым видом оружия обеими руками и, похоже, является единственным человеком, способным перехитрить диклониуса в открытом бою. В то же время он допускает незначительные, но роковые промашки. В первой схватке с Люси он неосторожно высовывается из укрытия, и Люси, которая стреляла очень метко, снайперским выстрелом ранит его. Также обладает своего рода «звериным чутьём» и умеет выслеживать цель, полагаясь лишь на собственную интуицию. По своей натуре же он — одиночка, плохо сходящийся с людьми и не желающий работать в команде, что ему тем не менее сходит с рук, так как из-за его необузданного нрава с ним опасаются спорить даже старшие по званию. Бандо ненавистны тренировки на компьютерных симуляторах — он считает, что вместо них мишенями должны служить живые люди, ради возможности убивать которых он, собственно говоря, и пришел в спецназ. Однако, несмотря на грубую речь, сложный характер и дурную репутацию, в манге он демонстрирует немало положительных качеств — верен слову и долгу офицера, выхаживает тяжело раненного Кураму, спасает от насильника Нану и Майю, испытывая к последней неоднозначные чувства. Бандо отказывается от процедуры кастрации, признавшись, что в будущем хотел бы завести детей, в которых будет течь его кровь. Не сумев простить Люси, вынудившей его носить протезы вместо искалеченных ею руки и глаз, он временно покидает службу и все свои силы направляет на месть…
Бандо все же удалось предпринять попытку убить Люси, но та отрезала ему нижнюю часть тела. Присутствующие при этом Маю и Нана решили, что Бандо умер, но мужчина вновь появляется в последней главе манги и воссоединяется с Маю. Использует пистолет Desert Eagle и пистолет-пулемёт Heckler & Koch MP5.
Сэйю: Дзёдзи Наката

### Сато
Сато — эпизодический персонаж аниме и манги. Напарник Бандо, солдат спецназовец и SAT. Вместе с Бандо участвовал в поисках Люси, но после её нахождения не был уверен, что они схватили именно ту. Нерешительный по характеру, он хотел связаться с товарищами, за что был избит Бандо. Несмотря на свою нелюбовь к насилию, Сато получил приказ убить Ню, но в последний момент просыпается Люси и убивает его. Как и Бандо, он вооружён Heckler & Koch MP5

### Айко Такада
Айко Такада появляется в манге и в дополнительной OVA серии (14), полное её имя в OVA не называлось. Она была другом Люси за три года до начала основной истории, и становится вторым человеком, который полюбил и принял Люси, как есть. Она всегда видела Люси на игровой площадке и любила рисовать её, говоря, что хочет стать художником. Она живёт с избивающим её отчимом (он не хочет, чтобы она становилась художником) и его подружкой. Айко и Люси стали хорошими друзьями. Айко рассказывала Люси про свою мать, которая была художником и постоянно путешествовала по разным местам (она ещё жива), также она показала Люси картину, которую она хочет дать матери, когда та будет в городе. После этого Люси забеспокоилась что отчим найдёт эту картину, и когда она пришла увидеться с Айко, та случайно убила своего отчима (он был готов ножом испортить картину, но она разрезала ему горло в попытке остановить его). Зная, что скоро приедет полиция, Айко и Люси укрылись в музее искусств, где как раз была выставка матери Айко, чтобы Айко могла доставить картину своей матери до того как их поймают. К сожалению, Айко была подстрелена полицией, которая приехала к музею. Курама, сопровождавший полицию, пообещал что спасёт Айко в обмен на сдачу Люси без сопротивления. Люси согласилась. Позже, когда Люси заковали, Курама оповестил её о смерти Айко в госпитале от ранений. Смерть Айко стала последней каплей для Люси, и она приняла решение убивать абсолютно каждого человека, которого увидит. Она хотела отомстить Кураме и сказала ему, что не убьёт его, но уничтожит всё дорогое ему, чтобы он страдал. В последней главе манги Ванта проходит мимо листовки об анонсе художественной выставки, девушка на постере очень похожа на ту самую Айко — подругу Люси, а на постере написано: "Айко Такада, художественная выставка", но сюжет не раскрывает подробностей её возможного выживания.
Полная её история и подробности её знакомства с Люси описаны в манге.
Сэйю: Мария Ямамото

### Человек в шляпе
Человек в шляпе (в манге не называется по имени, также известен как Шляпник, Охотник) - отрицательный персонаж, появляется в восьмом томе манги. Носит шляпу и тёмные очки. Возможно, является одним из родственников Какудзавы, поскольку при обсуждении его планов по захвату мира говорит «мы», имея в виду диклониусов; однако есть ли у него рожки, не видно. Изнасиловав Номер 28 и сделав из верхней половины её тела радар, отправляется искать Люси; когда же она вместо этого приводит его к Нане, в гневе убивает свою жертву. С помощью арбалета и нейротоксина нейтрализует Нану, пинает Ванту и собирается изнасиловать Маю, но тут появляется Бандо и останавливает его. Маю не хочет, чтобы Бандо его убил, и Шляпник ускользает. При сражении Люси и Бандо на пляже старается защитить Люси и взять её живой, но в итоге она его и убивает.

### Ноусо
Ноусо - молодой парень лет 25-ти, создатель клонов Марико. Какудзава отправил его вместе с Синтией, Барбарой и Алисией на атаку гостиницы "Клён", в ходе которой Люси вновь пробуждается и убивает солдат и Синтию. После этого Люси обрушивает на Ноусо вертолёт и того придавливает, но не полностью, поскольку машину удерживали Алисия и Барбара. Несмотря на просьбы Ноусо спасаться, клоны продолжали удерживать вертолёт, и даже когда их создатель приказал им уйти, не сделали этого. В итоге Люси, обстреливавшая девочек из пистолета-пулемёта, убивает Алисию. Барбара, продолжая держать вертолёт, становится жертвой обстрела Люси. Тогда она отпускает машину и бросается к Ноусо, желая умереть вместе с ним. Но молодой профессор выжил, и, чувствуя вину перед диклониусами, избавил также выжившую Барбару от гаджета в её лбу, позволявшему контролировать её. Из-за этого девочка взбесилась и обезглавила Ноусо.

### Клоны Марико
Клоны Марико — присутствуют лишь в манге (поскольку аниме к этому моменту уже закончилось). Клоны созданы уже после смерти "оригинала" учёными из лаборатории. Кроме четырёх, имеющих лица и собственные имена (Диана, Синтия, Барбара и Алисия) в манге также есть огромное число безымянных и безликих (вернее с надетыми на голову мешками с дырками для глаз) клонов. Несмотря на то, что они были созданы с маленькой девочки, все они выглядят, как вполне сформировавшиеся девушки и у них присутствует правая рука, которую Марико потеряла при освобождении и ноги, которых девочка лишилась, защищая Кураму и Нану. 
В нападении на гостиницу "Клён" участвовали только трое - Синтия, Барбара и Алисия, а Диана в это время находилась на лечении, так как когда Ноусо доказывал профессору, что все клоны не ослушаются ни одного его приказа, он сказал Диане пронзить своё сердце, что она и сделала.